# سيرجيو فاريسكو
سيرجيو فاريسكو (10 يوليو 1960 - 27 مايو 2021) سياسيًا أرجنتينيًا وعضوًا في الاتحاد المدني الراديكالي. كان عضوًا في مجلس النواب الأرجنتيني (2005-2009) ورئيسًا لبلدية بارانا (1999-2003، 2015-2019).
توفي فاريسكو في 27 مايو 2021، عن عمر يناهز 60 عامًا، من التهاب رئوي.